# 加利福尼亚州最高法院
加利福尼亚州最高法院（英語：Supreme Court of California）是加利福尼亚州地区司法系统的终审法院，总部位于三藩市的厄尔·沃伦大楼内，总部大楼的命名是为了纪念第14任美国首席大法官、第30任加州州长厄尔·沃伦。加州最高法院还会于洛杉矶及沙加缅度的办公大楼进行审讯，其判决于加州所有法院具有约束力。

## 組成人員
根據最初1849年的加利福尼亞州憲法，最高法院開始時是由一名首席大法官和兩名大法官所組成。

### 目前成員
| 位置       | 名字                           | 出生                    | 任命者           | 始日 /期間             | 年限         | 學歷、前職經歷 |
| ---------- | ------------------------------ | ----------------------- | ---------------- | ---------------------- | ------------ | --- |
| 首席大法官 | 塔妮·坎蒂爾-沙卡伊             | 1959年10月19日 (age 65) | 阿诺·施瓦辛格    | 2011年1月3日 14年5个月 | 2023年1月1日 | 加大戴維斯分校，法学院。加州上訴法院(沙加緬度，2005–2011)；沙加緬度加州高等法院(1997–2005)；沙加緬度市法院(1990–1997)；副立法委書記(1989–1990)；副法務秘書(1988–1989)；沙加緬度縣副地方檢察官(1984–1988)。     |
| 大法官     | 陳惠明                         | 1942年8月31日 (age 82)  | 彼得·巴頓·威爾遜 | 1996年3月1日 29年3个月 | 2023年1月1日 | 旧金山大学、舊金山大學法學院。加州上訴法院(舊金山，1990–1996)；加州阿拉米達縣加州高等法院(1988-1990)。 |
| 大法官     | 卡蘿爾·科里根                  | 1948年8月16日 (age 76)  | 阿诺·施瓦辛格    | 2006年1月4日 19年5个月 | 2019年1月6日 | 聖名大學，加州大学哈斯汀法学院。加州上訴法院(舊金山，1994–2006)；加州阿拉米達縣加州高等法院(1990–1994)。 |
| 大法官     | 劉弘威                         | 1970年10月19日 (age 54) | 杰里·布朗        | 2011年9月1日 13年9个月 | 2023年1月1日 | 史丹佛大學，牛津大学，耶鲁法学院。加州大学伯克利分校法学院副院長(2008–2011)；法學教授，加州大學伯克利分校法學院(2003–2011)。                                                                                   |
| 大法官     | 馬里亞諾-弗洛倫蒂諾·德奎利亞爾 | 1972年7月27日 (age 52)  | 杰里·布朗        | 2015年1月5日 10年5个月 | 2027年1月3日 | 哈佛學院，耶鲁法学院，史丹佛大學；美國內政政策委員會、司法與監管政策、總統特別助理(2009-2010)；斯坦福法学院教授(2001-2014)；史丹佛大學弗里曼斯波格利國際研學院、學院主任、中心副主任，以及計劃主任(2004-2015). |
| 大法官     | 莱昂德·里德·克鲁格             | 1976年7月28日 (age 48)  | 杰里·布朗        | 2015年1月5日 10年5个月 | 2019年1月6日 | 哈佛學院，耶鲁法学院。美国司法部訟務次長辦公室：訟務次長助理及署理首席副訟務次長（2007-2013）；私人執業（2004-2006）。                                                                                         |

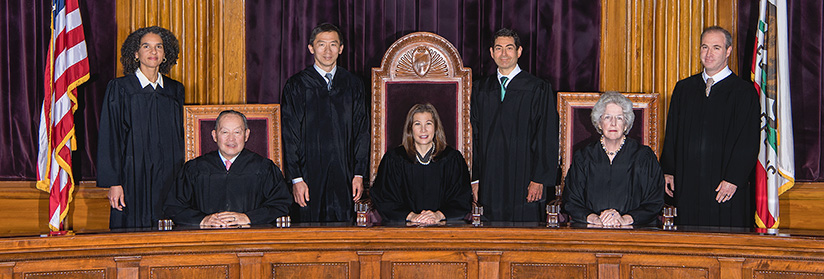
加利福尼亞州最高法院大法官：站立者從左到右：大法官馬里亞諾-弗洛倫蒂諾·德奎利亞爾、大法官卡蘿爾·安·科裡根、大法官劉弘威，及大法官莱昂德·里德·克鲁格。座席者從左到右：大法官凱瑟琳·米克爾·魏德加(於2017年8月31日退休)、首席大法官塔妮·坎蒂爾-沙卡伊、及大法官陳惠明。

其中三名現任法官（坎蒂爾-沙卡伊，陳惠明與科里根）由共和黨任命，另三名（劉弘威，德奎利亞爾，克鲁格）由民主黨任命。

### 組成結構
在1879年至1966年間，法院被分為兩個三人司法委員會，即第一委員會與第二委員會。

## 著名的前大法官
- 塞拉諾斯·克林頓·黑斯廷斯（英语：Serranus Clinton Hastings），首席大法官(1850–1852) (第一位大法官，創建加州大学哈斯汀法学院)
- 所羅門·海登費爾特（英语：Solomon Heydenfeldt），大法官(1852–1857) (由人民所直選的第一位猶太裔大法官)[7]
- 大衛·史密斯·特里（英语：David S. Terry），首席大法官(1857–1859) (打美國最高法院大法官斯蒂芬·菲爾德（英语：Stephen J. Field）耳光後被保鑣槍殺)
- 斯蒂芬·約翰遜·菲爾德（英语：Stephen J. Field），首席大法官(1859–1863)(由亚伯拉罕·林肯總統任命到美国最高法院)
- 艾迪生·奈爾斯（英语：Addison Niles），大法官(1872–1880)
- 柯蒂斯·德懷特·威爾伯（英语：Curtis D. Wilbur），首席大法官(1923–1924)(由卡尔文·柯立芝總統任命為美国海军部长)
- 馬修·托布里納（英语：Mathew Tobriner），大法官(1962–1982)
- 罗杰·约翰·托雷诺，首席大法官（1964年–1970年）、大法官(1940年–1964年） (受人尊敬的法律學者；一般被認為是加州最高法院歷史上最偉大的大法官[8][9][10])
- 莫里·莫斯克（英语：Stanley Mosk），大法官(1964–2001)(服務時間最長的大法官)
- 威利·曼努埃爾（英语：Wiley Manuel），大法官(1977–1981)(第一位非裔美国人大法官；以他为公众利益之爭取而聞名)
- 羅絲·伊麗莎白·博德（英语：Rose Elizabeth Bird），首席大法官(1977–1987)(第一位女性大法官，唯一一位連任落選的首席大法官)
- 奧托·邁克爾·考斯（英语：Otto Kaus），大法官(1981-1985)
- 艾倫·埃德加·布魯薩德（英语：Allen Broussard），大法官(1981–1991)
- 克魯茲·雷諾索（英语：Cruz Reynoso），大法官(1982–1987) (第一位拉丁裔大法官)
- 珍妮絲·羅傑斯·布朗（英语：Janice Rogers Brown），大法官(1996–2005)(由乔治·W·布什總統任命到美国哥伦比亚特区联邦巡回上诉法院)
- 羅納德·馬克·喬治（英语：Ronald M. George），首席大法官(1996–2011)，大法官(1991–1996)

## 歷任首席大法官列表
|    | 名字                                  | 任期        |
| -- | ------------------------------------- | ----------- |
| 1  | 塞拉諾斯·克林頓·黑斯廷斯              | (1850–1852) |
| 2  | 亨利·里昂                             | (1852)      |
| 3  | 休斯·坎貝爾·默里                      | (1852–1857) |
| 4  | 大衛·史密斯·特里                      | (1857–1859) |
| 5  | 斯蒂芬·約翰遜·菲爾德                  | (1859–1863) |
| 6  | 華納·沃爾頓·寇博                      | (1863–1864) |
| 7  | 西拉斯·伍德拉夫·桑德森Silas Sanderson | (1864–1866) |
| 8  | 約翰·摩爾·庫里                        | (1866–1868) |
| 9  | 羅倫佐·索耶                           | (1868–1870) |
| 10 | 奧古斯都·洛林·羅茲                    | (1870–1872) |
| 11 | 羅伊爾·泰勒·斯普拉格                  | (1872)      |
| 12 | 威廉·湯普森·華萊士                    | (1872–1879) |
| 13 | 羅伯特·弗朗西斯·莫里森                | (1879–1887) |
| 14 | 奈爾斯·瑟爾斯                         | (1887–1889) |
| 15 | 威廉·亨利·彼第                        | (1889–1914) |
| 16 | 馬特·伊格內修斯·沙利文                | (1914–1915) |
| 17 | 弗蘭克·馬里昂·安吉洛帝                | (1915–1921) |
| 18 | 路西安·蕭                             | (1921–1923) |
| 19 | 柯蒂斯·德懷特·威爾伯                  | (1923–1924) |
| 20 | 路易斯·沃斯科特·邁爾斯                | (1924–1926) |
| 21 | 威廉·哈里森·韋斯特                    | (1926–1940) |
| 22 | 菲爾·謝里丹·吉布森                    | (1940–1964) |
| 23 | 罗杰·约翰·托雷诺                      | (1964–1970) |
| 24 | 唐納德·理查德·賴特                    | (1970–1977) |
| 25 | 羅絲·伊麗莎白·博德                    | (1977–1987) |
| 26 | 馬爾科姆·米拉爾·盧卡斯                | (1987–1996) |
| 27 | 羅納德·馬克·喬治                      | (1996–2011) |
| 28 | 塔妮·坎蒂爾-沙卡伊                    | (2011–目前) |

## 參閲
- 加利福尼亞州司法系統（英语：Judiciary of California）
- 加利福尼亞州司法委員會（英语：Judicial Council of California）
- 美國大法官（英语：Associate Justice）
- 聯邦司法中心（英语：Federal Judicial Center）
- 加利福尼亞州律師公會
- 加利福尼亞州上訴法院

## 外部連接
维基共享资源上的相關多媒體資源：加利福尼亚州最高法院
- Supreme Court of California（页面存档备份，存于）
- California Supreme Court Historical Society（页面存档备份，存于）
- At the Lectern - California Supreme Court Practice Blog（页面存档备份，存于）

37°46′50″N 122°25′04″W / 37.780543°N 122.417902°W